# Manilva
Manilva è un comune andaluso della provincia di Malaga, situato sulla costa sud-occidentale della Spagna, concretamente nella comarca della Costa del Sol Occidentale. Confina con il comune di Casares e con la provincia di Cadice. Nel 2019 conta con 15 528 abitanti, comprese le frazioni di San Luis de Sabinillas e del Castillo de la Duquesa. 

## Amministrazione

### Gemellaggi
- Beinasco, dal 2009